# 副腎皮質
副腎皮質（ふくじんひしつ、Adrenal cortex）は、アルドステロンとコルチゾールのそれぞれを含む鉱質コルチコイドと糖質コルチコイドの生産を通してストレス反応を調停する、副腎の周囲に位置する部分である。また、男性ホルモンのアンドロゲンを合成する場所でもあり、たとえ女性でも、ここでアンドロゲンが合成される。

## 層
副腎皮質は、その組織に基づいて、3つの異なる層（区域）に分類することができる。副腎の外周側から、球状層（球状帯）、束状層（束状帯）、網状層（網状帯）の順番で重なっており、網状層の内側には副腎髄質が存在する。なお、ヒトでは副腎皮質が、副腎全体の75％以上を占めている。このうち、中層部の束状層だけで副腎皮質全体の8割弱（つまり副腎全体で見ても、束状層だけで6割弱）を占める。次に多いのが最外部の球状層で副腎皮質の15％程度を占め、残りの7％程度が網状層である。
| 層               | 名称   | 主生成物                                            |
| ---------------- | ------ | --------------------------------------------------- |
| 最も外面の皮質層 | 球状帯 | 鉱質コルチコイド (例、アルドステロン)               |
| 中央の皮質層     | 束状帯 | 糖質コルチコイド (例、コルチゾール)                 |
| 最も深部の皮質層 | 網状層 | 弱いアンドロゲン (例、デヒドロエピアンドロステロン) |

## ホルモン合成のステップ
すべての副腎皮質からのホルモンはコレステロールから合成される。コレステロールはミトコンドリア内膜へステロイド産生急性調節タンパク質(STAR)によって運搬され、そこで酵素 CYP11A1(CYP11A1)によってプレグネノロンに変換される。したがって、副腎皮質の全3層でのホルモンの製造は、ミトコンドリアへのコレステロールの輸送とプレグネノロンへの変換によって制限される。プレグネノロンはプロゲステロンに脱水素化されるか、17-ヒドロキシプレグネノロンにヒドロキシル化されることができる。これまでのステップは多くのステロイド合成組織に起こるが、以下のステップは副腎皮質だけで起こる。
- プロゲステロン→ (C21でヒドロキシル化) → デオキシコルチコステロン → (さらに2回のヒドロキシル化) → アルドステロン
- プロゲステロン→ (C17でヒドロキシル化) → 17-ヒドロキシプロゲステロン → (ヒドロキシル化) → デオキシコルチゾール → (ヒドロキシル化) → コルチゾール

## 合成されるホルモン
副腎皮質は、いくつか異なる副腎皮質ステロイドホルモンを生産する。
- 鉱質コルチコイドは球状帯で作られる。主な鉱質コルチコイドはアルドステロンである。その分泌作用は、オリゴペプチドアンギオテンシンIIによって調節される（アンギオテンシンIIは、アンギオテンシンIによって調節され、その変化はレニンによって調節される）。アルドステロンは

高い細胞外カリウム濃度、低い細胞外カリウム濃度、低い体液濃度そして血液量に応じて分泌される。アルドステロンは、異なる経路で代謝に作用する。
- カリウムイオンの尿排出の増加
- 細胞間ナトリウムイオン濃度の増加
- 水分滞留量と血液量の増加

- 糖質コルチコイドは束状帯で作られる。副腎から分泌される主な糖質コルチコイドはコルチゾールである。その分泌作用は、下垂体前葉からの副腎皮質刺激ホルモン（ACTH）によって調節される。標的器官に結合すると、いくつかの経路で代謝を促進する。
  - アミノ酸の放出を刺激
  - 脂肪の分解を刺激
  - 糖新生を刺激
  - 筋肉と脂肪細胞のグルコース摂取を抑制することによる血中グルコース濃度の上昇
  - 心筋の収縮を促進
  - 水分滞留量の増大
  - 抗炎症性と抗アレルギー効果
- アンドロゲンは網状層で作られる。最も重要なアンドロゲンには次のものがある。
  - テストステロンは効果が多様なホルモンで、筋肉量の増進や二次性徴への発達を刺激する。
  - ジヒドロテストステロン（DHT）は、テストステロンの代謝産物でありアンドロゲン受容体への結合力がテストステロンより強く、効果が強い。
  - アンドロステンジオン（Andro）は睾丸、副腎皮質、卵巣で作られるアンドロゲン性ステロイドである。アンドロステンジオンは代謝的にテストステロンと他のアンドロゲンへ転換され、またそれらはエストロンの親構造でもある。
  - デヒドロエピアンドロステロン（DHEA）はコレステロールから作られるステロイドホルモンで、天然エストロゲンの主な前駆体である。 デヒドロエピアンドロステロンは、デヒドロイソアンドロステロンまたはデヒドロアンドロステロン（英語版）とも呼ばれる。

## 病理学
- 慢性原発性副腎皮質機能低下症
- クッシング症候群
- 先天性副腎過形成症
- 原発性アルドステロン症